# Wharfedale
Pour l’article homonyme, voir Wharfedale (entreprise).
Wharfedale (la vallée de la Wharfe) est une région des Yorkshire Dales en Angleterre. Les villes et villages de Wharfedale incluent (dans l'ordre, voyageant en aval, d'ouest en est) : Buckden, Kettlewell, Conistone, Grassington, Hebden,  Ilkley, Burley-in-Wharfedale, Otley, Pool-in-Wharfedale, Arthington, Collingham, et Wetherby. Au-delà de Wetherby, la vallée s'ouvre, et devient une partie de la vallée d'York.
La région près de la source de la rivière aux environs de Addingham est connue sous le nom de Haute Wharfedale et a un caractère très différent du reste de la région. Les quinze premiers miles sont connus sous le nom de Langstrothdale, y compris les villages de Beckermonds, Yockenthwaite et Hubberholme, célèbre pour son église, lieu de repos de l'écrivain J. B. Priestley. Il s'avère qu'au sud, le Wharfe passe ensuite par une vallée verdoyante et luxuriante, caractérisée par des affleurements de calcaire, tels que Kilnsey, et de bois, généralement assez inhabituels dans le Dales.
Le Yorkshire Dales Rivers Trust (YDRT) a pour mission de conserver l'état écologique des Wharefdale, Wensleydale, Swaledale, et des bassins versants du Nidderdale de leur source à l'estuaire de la Humber.